# Iporá (tiểu vùng)
Iporá là một tiểu vùng thuộc bang Goiás, Brasil. Tiều vùng này có diện tích 7072 km², dân số năm 2007 là 62276 người.